# 杉村尚美
杉村 尚美（すぎむら なおみ、1954年2月5日 - ）は、日本の元・女性歌手。所属事務所はドリームプロダクション。本名は阿部 尚美。ソロデビュー前の芸名は、旧姓の榊原 尚美。東京都武蔵野市生まれ。1977年獨協大学経済学部卒。身長152cm、体重41kg。

## 経歴
高校在学中から女子3人のフォークソング・グループを結成し、文化祭などで活躍した。1973年、フォークコンサートで知り合った、武田清一、中村幸雄と、「日暮し」を結成して、活動を開始した。1977年暮れに発売したシングル「い・に・し・え」が、翌1978年に掛けてオリコンチャート週間最高14位でロング・ヒットした以外は、地味なフォークグループで売れず、コロンビアに4年間在籍したのちにビクターへ移籍し、1979年暮れに解散した。
1年間の休業後に、新設されたポリスターレコードに所属し、1981年に本名の「榊原尚美」から「杉村尚美」に芸名を変えてソロデビューした。LPで再出発する予定であったが、急に話がきた「サンセット・メモリー」を、同年1月に自身ソロ歌手として初めてのシングルを発売。当曲は46万枚を超える売上げを記録、ソロ歌手としてもブレイクを果たした。
その後も数枚のシングル・アルバムを発表したが、結婚を機に歌手業・芸能界を引退した。現在は、美容アドバイザーとして経営中。
2000年代に入ってから、日本テレビ系列放送の特別番組「あの人は今!?」に一度だけ登場し、「サンセット・メモリー」を歌唱披露した。それ以降も、マスメディアから出演依頼の要望を何度か受けたものの、杉村自身は「私の事を覚えて下さってるのは嬉しいのですが、現在は主に専業主婦に専念中なので、申し訳ないですが全てご遠慮申し上げてます」と、一切拒否し続けているという。

## ディスコグラフィー

### シングル
- サンセット・メモリー（日本テレビ系ドラマ「炎の犬」主題歌）／昨日にさよなら（1981年1月25日）
- 風のノスタルジア／ボヘミアン（1982年2月25日）
- 風の中のメロディー（日本テレビ系ドラマ「あっけらかん」主題歌）／MY SONG（1982年6月5日）

### アルバム
- 尚美 （1981年）日本コロンビア AF-7072 尚美名義
- Naomi FIRST（1981年4月5日）
- 風の中のメロディー（1982年8月5日）
- ゴールデン☆ベスト　日暮し＋杉村　尚美（2009年9月16日）